# Джон Веллс (веслувальник)
Джон Веллс (англ. John Wells, 1859 — 18 квітня 1929) — американський академічний веслувальник.
Бронзовий призер Олімпійських Ігор 1904 року в складі парної двійки.